# Смотрицька селищна рада
Смо́трицька се́лищна ра́да — (заснована 10 квітня 1998) адміністративно-територіальна одиниця та орган місцевого самоврядування в Дунаєвецькому районі Хмельницької області. Адміністративний центр — селище міського типу Смотрич.
У 2017 році була утворена Смотрицька селищна об'єднана територіальна громада в яку війшла а том числі і Смотрицька селищна рада.

## Загальні відомості
Смотрицька селищна рада утворена в 1958 році.
- Територія ради: 50,358 км²
- Населення ради: 2 886 осіб (станом на 2001 рік)
- Територією ради протікають річки Смотрич, Яромирка

## Населені пункти
Селищній раді підпорядковані населені пункти:
- смт Смотрич
- с. Криничани
- с. Михівка
- с. Ріпинці

## Склад ради
Рада складається з 16 депутатів та голови.

### Керівний склад попередніх скликань
| Прізвище, ім'я, по батькові       | Основні відомості                                                                | Дата обрання | Дата звільнення |
| --------------------------------- | -------------------------------------------------------------------------------- | ------------ | --------------- |
| Войцехівський Анатолій Васильович | Селищний голова, 1968 року народження                                            | 26.03.2006   | 01.08.2006      |
| Пелих Людмила Петрівна            | Селищний голова (4 рази обрана), 1961 року народження, освіта вища, позапартійна | 17.12.2006   | 29.03.2021      |

Примітка: таблиця складена за даними сайту Верховної Ради України

### Депутати
За результатами місцевих виборів 2010 року депутатами ради стали:

#### За суб'єктами висування
| Суб'єкт висування              | Кількість обраних депутатів | %    |
| ------------------------------ | --------------------------- | ---- |
| Самовисування                  | 13                          | 81,3 |
| Партія «Демократичний Союз»    | 1                           | 6,3  |
| Політична партія «За Україну!» | 1                           | 6,3  |
| Політична партія «Фронт Змін»  | 1                           | 6,3  |

#### За округами
| № округу                       | Прізвище, ім'я, по батькові     | Дата визнання обраним | Освіта             | Партійна приналежність              | Відомості про обраного депутата                  |
| ------------------------------ | ------------------------------- | --------------------- | ------------------ | ----------------------------------- | ------------------------------------------------ |
| Партія «Демократичний Союз»    |                                 |                       |                    |                                     |                                                  |
| 9                              | Смолінська Марія Петрівна       | 04.11.2010            | вища               | позапартійна                        | Смотрицька аптека, завідувач                     |
| Політична партія «За Україну!» |                                 |                       |                    |                                     |                                                  |
| 3                              | Стасюк Іван Анатолійович        | 04.11.2010            | середня спеціальна | позапартійний                       | пенсіонер                                        |
| Політична партія «Фронт Змін»  |                                 |                       |                    |                                     |                                                  |
| 16                             | Стасевич Марія Володимирівн     | 04.11.2010            | середня спеціальна | член Політичної партії «Фронт Змін» | приватний підприємець                            |
| Самовисування                  |                                 |                       |                    |                                     |                                                  |
| 1                              | Бавровська Людмила Василівна    | 04.11.2010            | вища               | позапартійна                        | Смотрицькаселищна рада, секретар                 |
| 2                              | Погрібний Ігор Сергійович       | 04.11.2010            | середня спеціальна | позапартійний                       | тимчасово не працює                              |
| 4                              | Мигдальський Михайло Васильович | 04.11.2010            | вища               | позапартійний                       | тимчасово не працює                              |
| 5                              | Ясний Микола Васильович         | 04.11.2010            | середня спеціальна | позапартійний                       | тимчасово не працює                              |
| 6                              | Яцишина Людмила Семенівна       | 04.11.2010            | середня спеціальна | позапартійна                        | Смотрицька дільнична лікарня, медсестра          |
| 7                              | Сумин Борис Васильович          | 04.11.2010            | середня спеціальна | позапартійний                       | Смотрицький будинок-інтернат, директор           |
| 8                              | Мигдальська Валентина Петрівна  | 04.11.2010            | середня спеціальна | позапартійна                        | Смотрицький будинок-інтернат, головний бухгалтер |
| 10                             | Бережанська Ніна Станіславівна  | 04.11.2010            | середня спеціальна | позапартійна                        | Смотрицька селищна рада, землевпорядник          |
| 11                             | Саблін Анатолій Анатолійович    | 04.11.2010            | середня спеціальна | позапартійний                       | Смотрицька дільнична лікарня, фельдшер           |
| 12                             | Зелінський Віктор Анатолійович  | 04.11.2010            | середня спеціальна | позапартійний                       | приватний підприємець                            |
| 13                             | Ясна Наталія Євгенівна          | 04.11.2010            | середня спеціальна | позапартійна                        | Смотрицька селищна рада, головний бухгалтер      |
| 14                             | Побережний Олег Васильович      | 04.11.2010            | вища               | позапартійний                       | Дунаєвецький район електромереж, диспетчер       |
| 15                             | Масловський Микола Васильович   | 04.11.2010            | середня спеціальна | позапартійний                       | Фермерське господарство «Вікторія», голова       |